# Metrópolis (centro comercial)
La Ciudadela Comercial Metrópolis es un centro comercial de Bogotá (Colombia). Está ubicado en la localidad de Barrios Unidos en la Avenida Carrera 68 con calle 75. Se puede acceder directamente por ella o a través de las estaciones Avenida 68 y Carrera 53 del Sistema TransMilenio.
Fue construido en la década de 1980 con un concepto de ciudadela comercial integrado al barrio Metrópolis, este se inauguró el 15 de julio de 1984. Tiene un área total de 31.865 m², de las cuales 22.900 m² son la parte comercial, 145 locales comerciales, cuenta con el Múltiplex de Cine Colombia con 6 salas de cine, un parque de atracciones mecánicas para niños y amplias zonas verdes, bellos jardines y plantas ornamentales.
En 2017 empezó una gran ampliación de sus instalaciones.